# OTP Bank

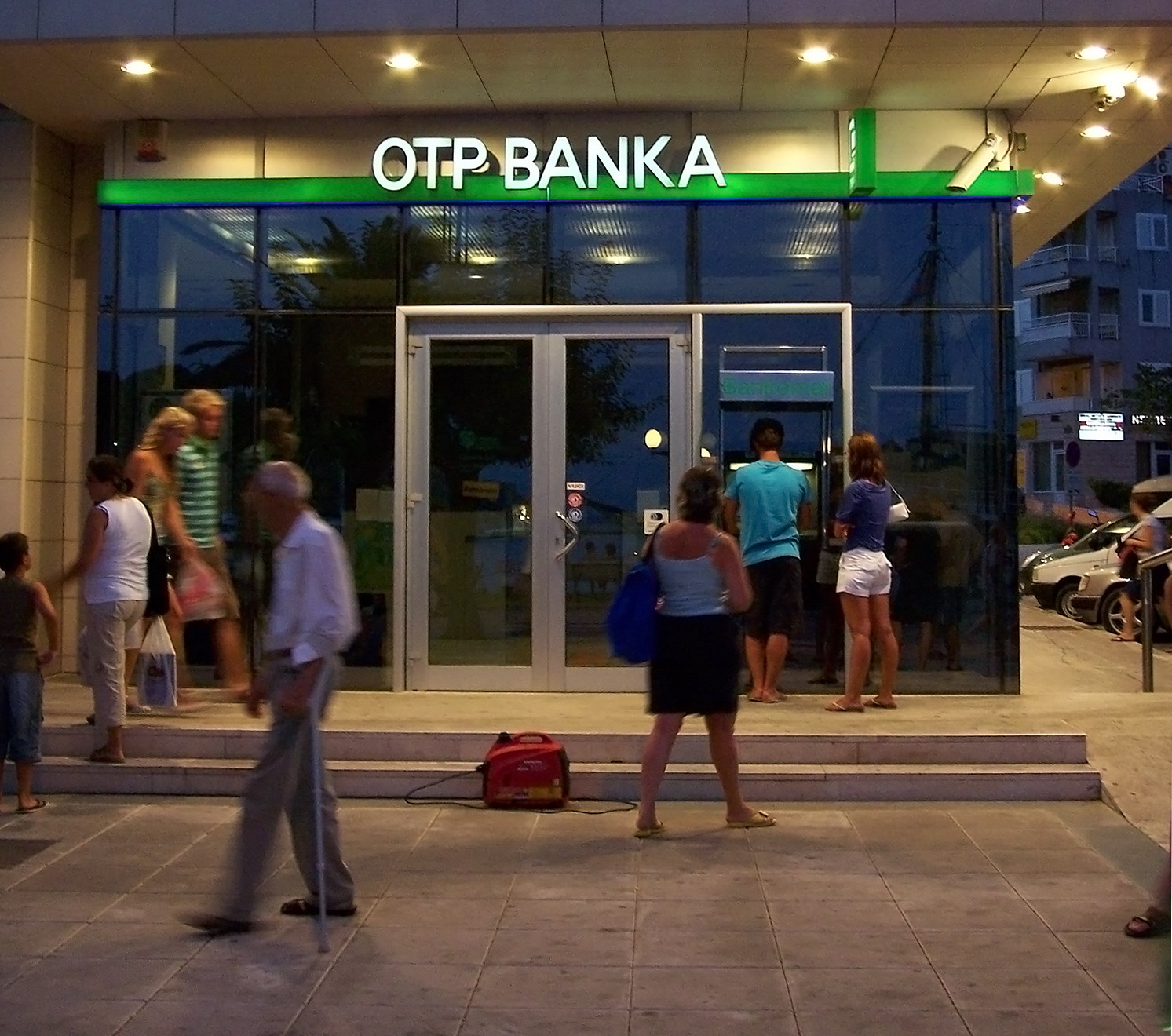
OTP Banka ve městě Makarska v Chorvatsku

OTP Bank je největší komerční banka v Maďarsku, která působí ve střední a východní Evropě. Banka poskytuje služby na více než 1000 pobočkách a má více než 10 milionů zákazníků v 8 zemích.

## Dějiny banky
OTP Bank byla vytvořena v roce 1949 spojením menších spořitelen (Hazai első Takarékpénztár, Leszámítoló bank atd.). Její kontrola byla na ministerstvu financí. Jeho úkolem bylo zpracovat účetní uzávěrky domácí a místní rady. Banka byla ve státním vlastnictví od roku 1949 do roku 1991, kdy byla ještě se třemi konkurenčními bankami zprivatizována. V lednu roku 2007 změnila banka svůj dlouhodobý face-lift a bylo změněno logo do dnešní podoby. V současnosti působí banka, kromě Maďarska, na Slovensku, v Chorvatsku, Srbsku, Bulharsku, Rumunsku, Rusku a v Černé Hoře.